# Jüdischer Friedhof Veyrier

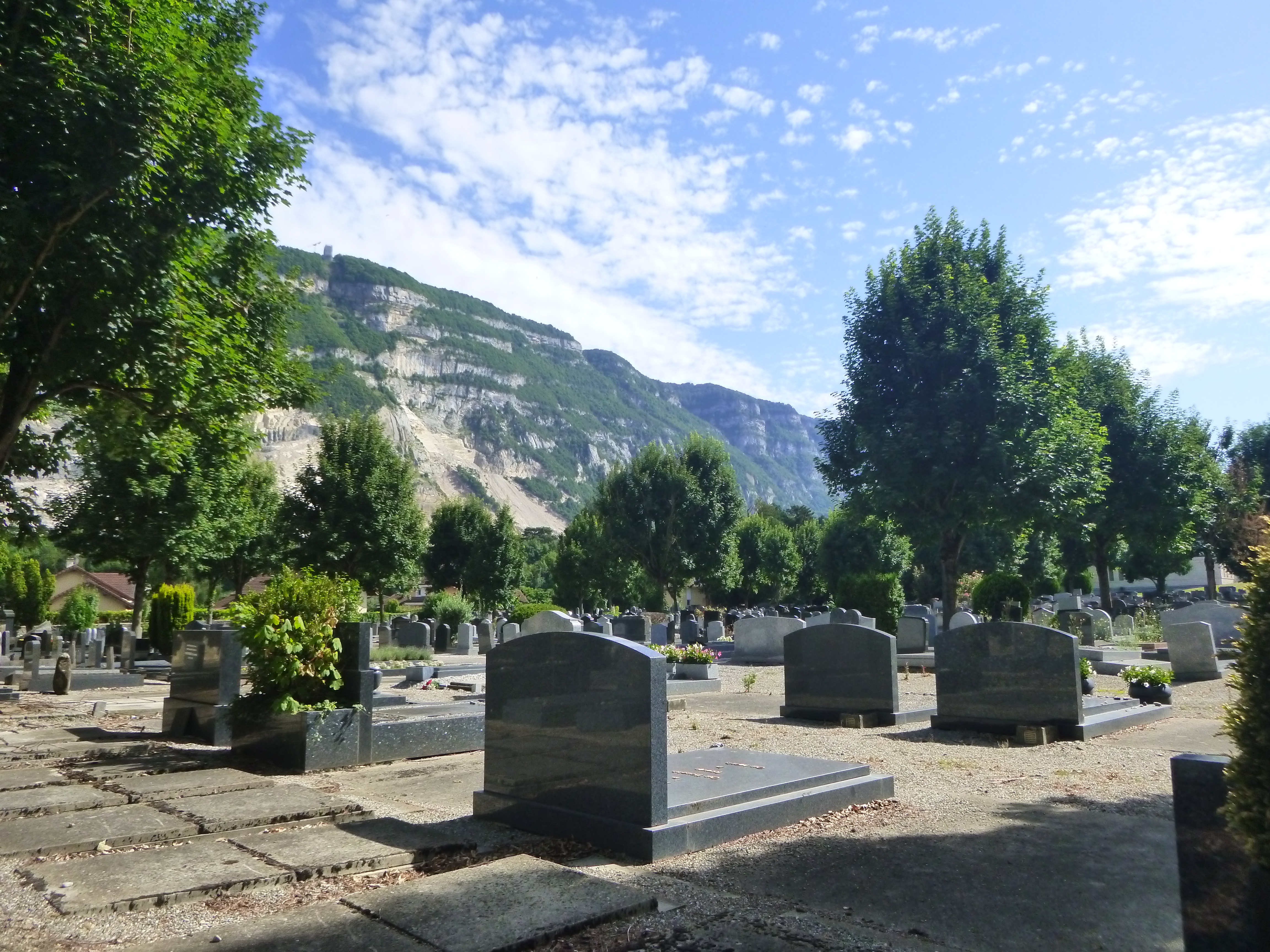
Der Friedhof mit dem Mont Salève im Hintergrund

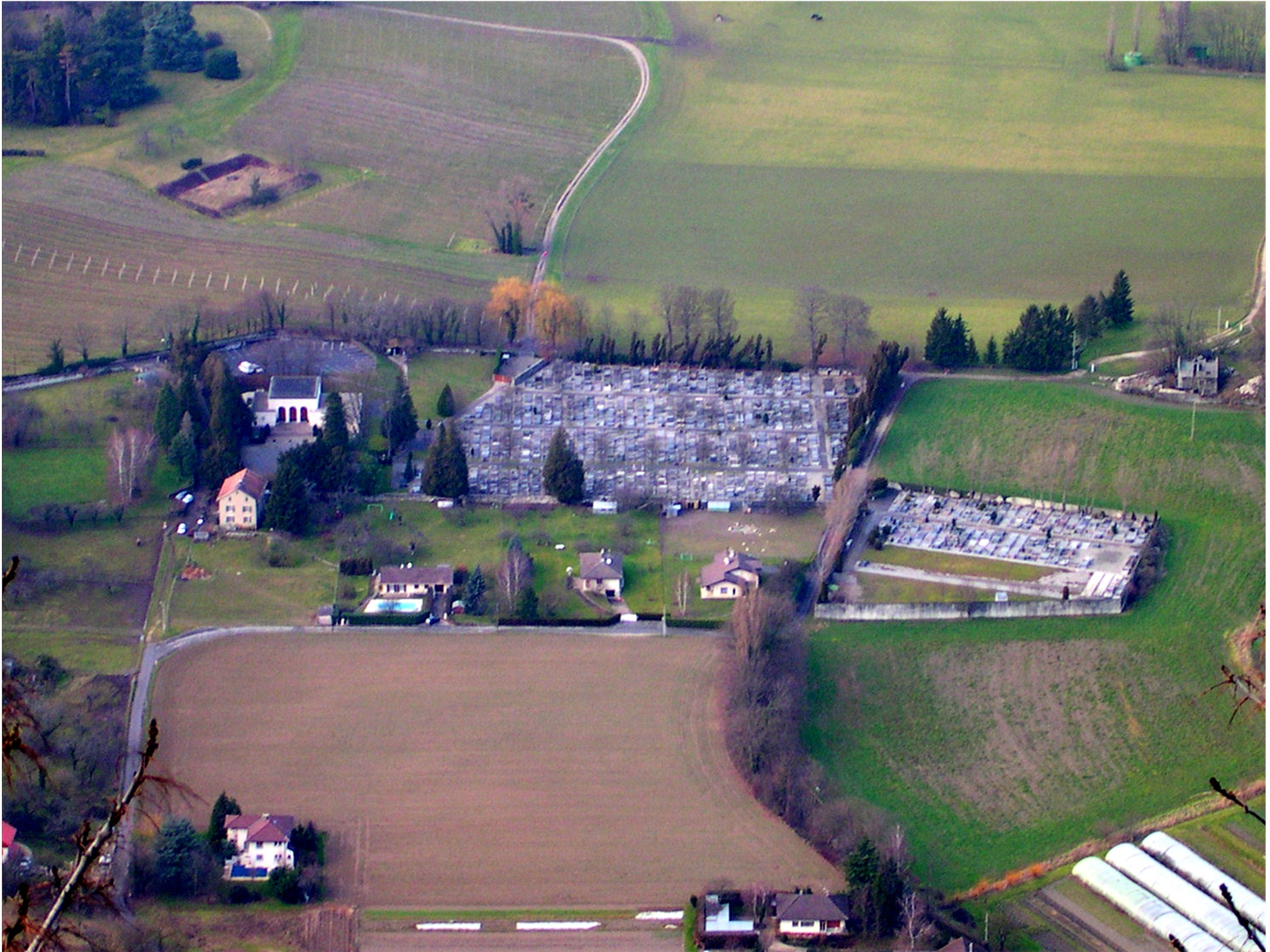
Jüdischer Friedhof Veyrier

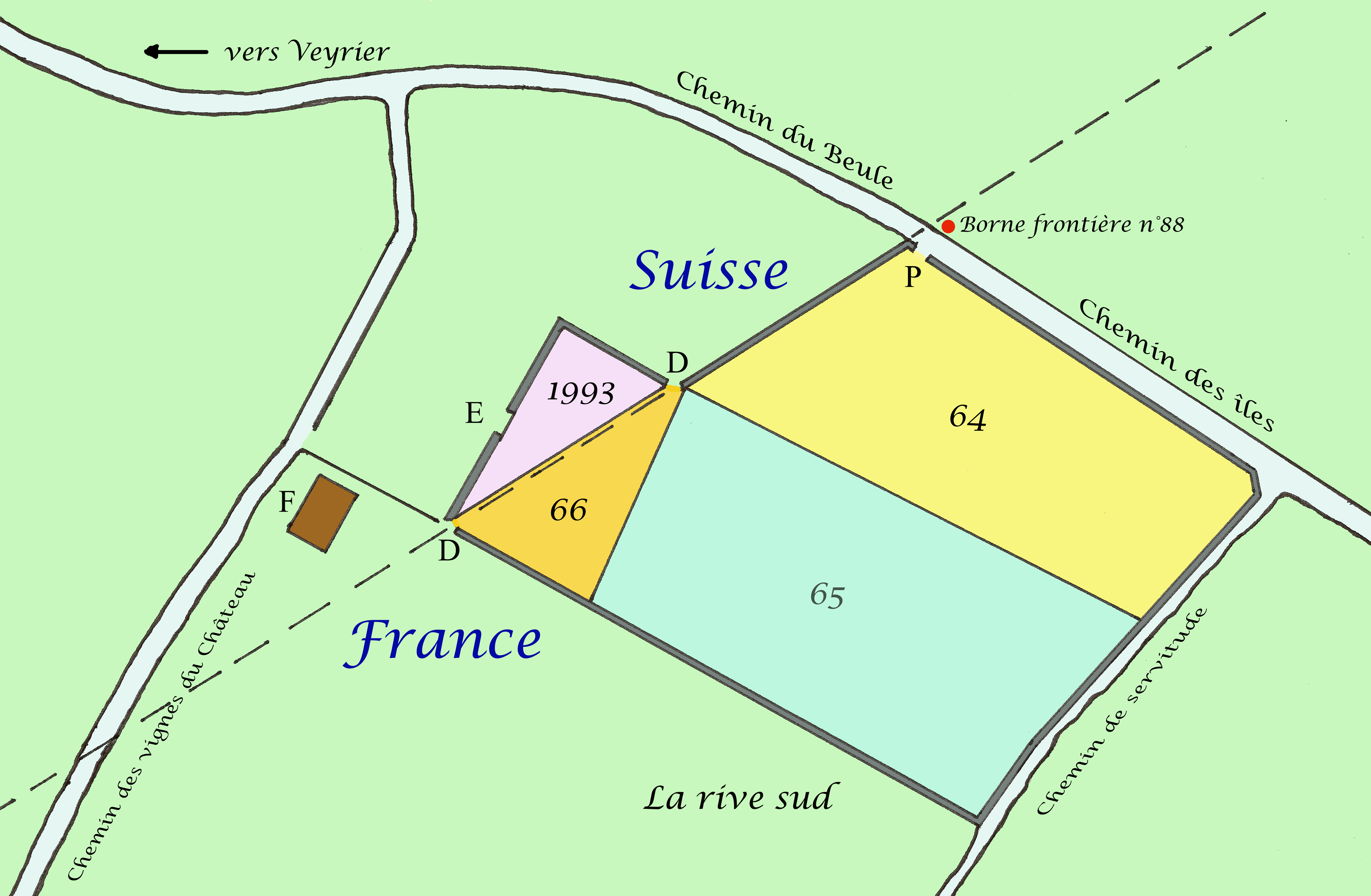
Lageplan des jüdischen Friedhofs

Der jüdische Friedhof (französisch cimetière israélite) ist ein jüdischer Friedhof am Rande von Veyrier, einer politischen Gemeinde des Schweizer Kantons Genf, der von der Communauté Israélite de Genève (CIG) betreut wird.
Auf dem 1920 gegründeten, etwa drei Hektar großen Friedhof befinden sich rund 3200 Grabstätten. Die französisch-schweizerische Grenze verläuft durch den Friedhof: während die Parkplätze, das Taharahaus und der Haupteingang auf der Schweizer Seite liegen, befinden sich die Gräber auf dem Gebiet der französischen Gemeinde Étrembières im Département Haute-Savoie.

## Gräber bekannter Personen
- Albert Cohen, Schriftsteller[2][3]
- Paulette und Norbert Cymbalista, Stifter der Cymbalista-Synagoge in Tel Aviv (Eingang, 3. Reihe, links)
- Zino Davidoff, Unternehmer (neuer Teil, Reihe F46)[2]
- Victor (Avigdor) Jacobson, Zionist und Diplomat (Reihe A240)
- Charles Levinson, Gewerkschafter (Reihe F166)
- Gerhart M. Riegner, Religionsphilosoph (Eingang, 4. Reihe, rechts)
- Benjamin de Rothschild, Bankier (Eingang, 5. Reihe, links)
- Edmond Safra, Bankier (Eingang, 2. Reihe, rechts)
- Édouard Stern, Bankier
- Rosa Welt-Straus, Ärztin und Suffragette (Familiengräber, hinterste Reihe, rechts)[4]